# Stowaway
Stowaway é um filme musical dirigido por William A. Seiter e protagonizado por Shirley Temple, Robert Young e Alice Faye.

## Sinopse
Uma órfã de Shangai (Shirley Temple) acidentalmente entra em um navio com destino aos Estados Unidos. No meio da viagem, ela acaba se tornando amiga dos americanos Tommy Randall (Robert Young) e Susan Parker (Alice Faye).

## Elenco
- Shirley Temple - Barbara 'Ching-Ching' Stewart
- Robert Young - Tommy Randall
- Alice Faye - Susan Parker
- Eugene Pallette - Coronel
- Helen Westley - Sra. Hope
- Arthur Treacher - Atkins
- Allan Lane - Richard Hope
- Astrid Allwyn - Kay Swift
- Willie Fung - Chang
- Philip Ahn - Sun Lo